# Comuna Dragoș Vodă, Călărași
Dragoș Vodă este o comună în județul Călărași, Muntenia, România, formată din satele Bogdana, Dragoș Vodă (reședința) și Socoalele.

## Așezare
Comuna se află în nordul județului, la limita cu județul Ialomița. Este traversată de șoseaua națională DN3A, care leagă Lehliu Gară de Fetești. La Dragoș Vodă, acest drum se intersectează cu șoseaua județeană DJ306, care duce spre nord în județul Ialomița la Albești, Andrășești (unde se intersectează cu DN2A), Gheorghe Doja și Reviga și spre sud la Vâlcelele și Cuza Vodă (unde se termină în DN3). Pe calea ferată București-Constanța, este deservită de stația Dragoș Vodă și de halta Bogdana. Prin sudul comunei trece și autostrada București–Constanța, dar aceasta nu are nicio ieșire pe teritoriul ei.

## Demografie
Componența etnică a comunei Dragoș Vodă
     Români (92,24%)
     Romi (2,35%)
     Alte etnii (5,4%)
Componența confesională a comunei Dragoș Vodă
     Ortodocși (93,57%)
     Alte religii (0,8%)
     Necunoscută (5,64%)
Conform recensământului efectuat în 2021, populația comunei Dragoș Vodă se ridică la 3.016 locuitori, în creștere față de recensământul anterior din 2011, când fuseseră înregistrați 2.862 de locuitori. Majoritatea locuitorilor sunt români (92,24%), cu o minoritate de romi (2,35%). Din punct de vedere confesional, majoritatea locuitorilor sunt ortodocși (93,57%), iar pentru 5,64% nu se cunoaște apartenența confesională.

## Politică și administrație
Comuna Dragoș Vodă este administrată de un primar și un consiliu local compus din 11 consilieri. Primarul, Radu-Aurel Ion[*], de la Partidul Social Democrat, este în funcție din 2012. Începând cu alegerile locale din 2024, consiliul local are următoarea componență pe partide politice:
|  | Partid                          | Consilieri | Componența Consiliului | Componența Consiliului | Componența Consiliului | Componența Consiliului | Componența Consiliului | Componența Consiliului | Componența Consiliului |
|  | ------------------------------- | ---------- | ---------------------- | ---------------------- | ---------------------- | ---------------------- | ---------------------- | ---------------------- | ---------------------- |
|  | Partidul Social Democrat        | 7          |                        |                        |                        |                        |                        |                        |                        |
|  | Partidul Național Liberal       | 3          |                        |                        |                        |                        |                        |                        |                        |
|  | Alianța pentru Unirea Românilor | 1          |                        |                        |                        |                        |                        |                        |                        |

## Istorie
La sfârșitul secolului al XIX-lea, teritoriul actual al comunei făcea parte din comuna Albești din plasa Ialomița-Balta a județului Ialomița, singurul existent dintre satele ei fiind Socoalele. Anuarul Socec din 1925 consemnează apariția comunei Dragoș Vodă, cu 2331 de locuitori în satele Dragoș Vodă și Socoalele, iar până în 1931 a apărut și satul Bogdana.
În 1950, comuna a trecut în administrarea raionului Călărași din regiunea Ialomița și apoi (după 1952) din regiunea București. În 1968, a revenit la județul Ialomița (reînființat) și în 1981, o reorganizare administrativă regională a dus la transferarea comunei la județul Călărași.